# Замок Дунагор

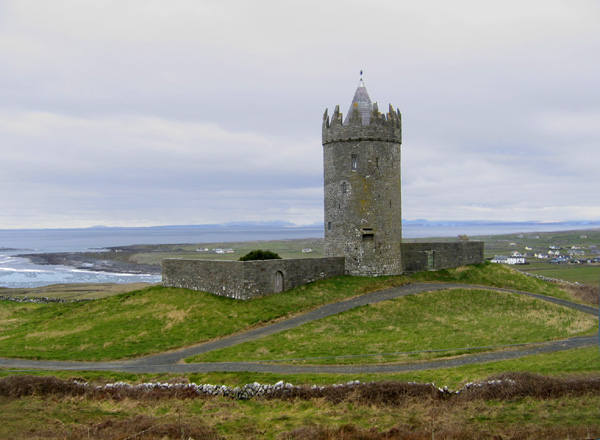
Замок Дунагор на березі океану.

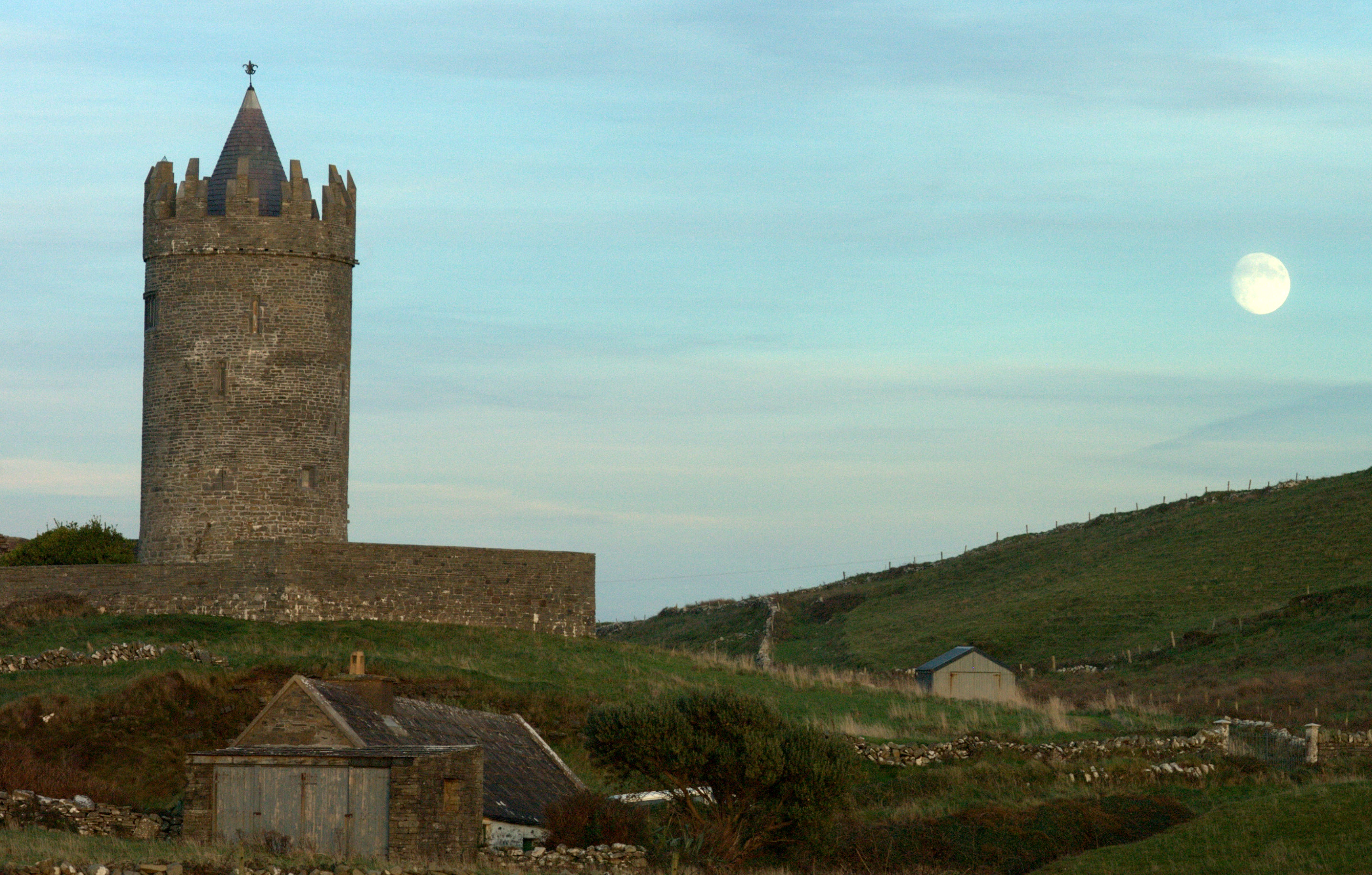
Вид замку Дунагор з південного заходу.

Замок Дунагор (англ. Doonagore Castle, ірл. Dún na Gabhair) — замок Дун на Габайр, замок Кіз, замок Козла — один із замків Ірландії, розташований в графстві Клер, в 1 км від замку та селища Дулін. Назву замку з ірландської можна перекласти як «замок кіз» або «замок круглого пагорба». Від замку збереглася башта та фрагмент стіни. Нині замок Дунагор — приватне володіння, тому він є недоступний для відвідування туристами.

## Історія замку Дунагор
Замок Дунагор розташований на пагорбі, з якого відкривається вид на селище Дулін. Його добре видно з океану, тому замок використовувався як навігаційна точка для кораблів та човнів, що наближалися до пристані Дулін. Замок розташований на території одноіменної землі Дунагор, на території приходу Кіллілах. Ці землі входять в історичну і природну область Буррен.
Замок Дунагор побудував на місці більш давньої фортеці — так званої «круглої фортеці» — традиційного кельтського укріплення місцевий ірландський ватажок Тадг (Тейгу) Мак Турлу Мак Кон О'Коннор (ірл. — Tadgh (Teigue) MacTurlough MacCon O'Connor) у XIV столітті. Потім замок неодноразово перебудовували, нинішня споруда датується серединою XVI століття. На відміну від багатьох інших замків цього регіону Ірландії замок Дунагор побудований не з вапняку, а з пісковику, що був привезений з каменоломні Тра Лехайнн (ірл. — Trá Leachain) — Каменеломні Берегу Очерету, що розташована в 2 км на північний захід від замку.
У 1570 році замок Дунагор належав серу Дональду (Доннеллу) О'Браєну з клану О'Браєн. У 1582 році замок захопив Браян Мак Кахілл О'Коннор. У 1583 році замок був захоплений короною Англії. Потім замок отримав у володіння Турлу О'Браєн з гілки клану О'Браєн Енністімон. Потім замок Дунагор перейшов у власність клану Мак Кленсі — клану, люди якого були спадковими брегонами — суддями традиційного ірландського суду, що судив за традиційними ірландськими законами Бреона. Брегони клану Мак Кленсі були суддями клану О'Браєн.
У вересні 1588 року біля замку Дунагор розбився один з кораблів «Непереможної армади» іспанського флоту. 170 моряків і солдатів цього корабля врятувалися, але були схоплені місцевим шерифом Клер — Боецієм Мак Кленсі. Всі вони були повішені біля замку Дунагор та на кургані часів залізної доби, що височить біля селища Дулін і називається Кнокан Крохайре (ірл. — Cnocán Crochaire).
У 1641 році спалахнуло повстання за незалежність Ірландії. Над замком Дунагор був піднятий прапор Ірландської конфедерації. Після того як війська Олівера Кромвеля втопили повстання в крові і захопили замок Дунагор, замок отримав у володіння офіцер армії Кромвеля Джон Сарсфілд.
Наприкінці XVII століття замком Дунагор володіла родина Гор. Замок у той час називали замком Гор. Родина Гор відремонтувала замок на початку ХІХ століття. Але в 1837 році замок знову перебував у жалюгідному стані. Замок був відреставрований в 1970 році за проектом архітектора Персі Леклерка для приватного покупця — американця ірландського походження Джона С. Гормана. Його нащадки і нині володіють замком Дунагор.
Замок Дунагор є одним з трьох циліндричних баштових замків області Буррен — інші два — це замки Ньютаун та Фаунаруска біля селища Фанор. Замок побудований з піщанику, окремі декоративні елементи зроблені з вапняку. Башта має чотири надземних поверхи, підземелля. Між поверхами кам'яне склепіння. Дверних отвір був захищений навісною бійницею. Вежу оточувала стіна.